# Xylotrechus kosempoensis
Xylotrechus kosempoensis är en skalbaggsart som beskrevs av Heyrovský 1955. Xylotrechus kosempoensis ingår i släktet Xylotrechus och familjen långhorningar.
Artens utbredningsområde är Taiwan. Inga underarter finns listade i Catalogue of Life.